# Georges Gurdjieff
Georges Gurdjieff ou Georges Ivanovitch Gurdjieff ou G. I. Gurdjieff, dont les dates de naissance sont diverses (13 janvier 1866 ou 1872, ou 27 décembre 1877) est né à Alexandropol (auj. Gyumri), en Arménie — alors dans l'Empire russe — et mort à Paris le 29 octobre 1949. Gurdjieff est un mystique, philosophe, professeur spirituel et compositeur influent de la première moitié du XXe siècle. Il pensait que la plupart des humains, ne possédant pas une conscience unifiée esprit-émotion-corps, vivent leur vie dans un état hypnotique de « sommeil éveillé » mais qu'il est possible de passer à un état supérieur de conscience et d'atteindre le plein potentiel humain.
Gurdjieff a élaboré une méthode pour atteindre ce potentiel qu'il a nommée Le travail (sur soi) ou la méthode. Afin d'éveiller sa conscience, cette méthode unit les techniques du fakir, du moine et du yogi : il l'appela la Quatrième voie.

## Biographie

### Jeunesse et voyages
Cette partie de sa vie, essentiellement connue par le témoignage qu'il en laissera dans le livre Rencontres avec des hommes remarquables, est mal connue et sujette à caution.
Né d'un père grec et d'une mère arménienne, aîné d'une famille de trois enfants, Gurdjieff passe son enfance et sa jeunesse dans la région de Kars, alors russe. D'abord aisée, sa famille est ruinée pendant sa petite enfance, contraignant son père à quitter Alexandropol pour exercer le métier de menuisier à Kars. Il y suit des études à l'école grecque puis au collège russe. Sa famille veut le voir étudier en vue de la prêtrise orthodoxe, il entre donc ensuite au séminaire,,.
Son père, qui exerce une activité de barde, a une grande influence sur Gurdjieff, notamment en lui contant longuement les légendes anciennes, telle celle de Gilgamesh, et en lui inculquant des notions de spiritualité et des considérations sur la vie qui se retrouveront par la suite dans son enseignement.
Néanmoins, les propres intérêts de Gurdjieff le portent vers l’étude de la science et de la technologie. Un prêtre local lui aurait alors suggéré de suivre à la fois le séminaire et des études médicales afin de pouvoir « guérir à la fois l’âme et le corps ».
Georges Ivanovitch Gurdjieff rejette finalement tout ce qui précède du fait de sa fascination pour l’occultisme. L’astrologie, la télépathie, le spiritisme et les tables tournantes, la divination et la possession démoniaque, tout cela accapare son intérêt de jeune homme. Il refuse d'écouter les avertissements de son prêtre à ce sujet et juge les explications de la science peu satisfaisantes. Dans les dernières années de son adolescence, il commence donc à étudier ces « sciences » occultes, à voyager à travers l’Asie centrale, le bassin méditerranéen, l’Égypte, le Tibet et l’Inde. L’objet spécifique de sa recherche est l’école ésotérique Sarmouni (en), prétendument fondée à Babylone aux alentours de 2500 av. J.-C. Après l'avoir découverte dans un ancien livre arménien, il se serait senti attiré par cette école.
D'après son propre témoignage, Gurdjieff se prend lui-même en charge tout au long de cette aventure spirituelle avec des affaires légitimes (par exemple la vente de tapis) et des entreprises fantaisistes (comme la coloration de moineaux avec de l’aniline, qu’il vendait en les qualifiant de « canaris américains »).
Georges Ivanovitch raconte que, lors d'un voyage en Afghanistan vers 1897, un derviche l'aurait présenté à un vieil homme de la secte Sarmouni, but de sa quête. Ce dernier aurait organisé une expédition pour mener Gurdjieff au monastère Sarmouni dans le centre du Turkestan où il aurait appris leur danse mystique, leurs pouvoirs psychiques, et l’ennéagramme. Ce symbole est pour les Sarmounis un important moyen de divination ainsi qu’un schéma des processus vitaux (transformation personnelle, etc.). Ils l’utiliseraient également comme symbole des états conscients et inconscients des êtres humains, thème repris par l’enseignement spirituel de Gurdjieff quand il fondera sa propre école pour atteindre l’illumination.
Après avoir quitté le monastère Sarmouni, Gurdjieff aurait formé un groupe, les Chercheurs de Vérité, avec ses compagnons dans la quête de l’illumination et de la (pleine) conscience. Ils se seraient rendus au Tibet pour prendre contact avec le cercle intime « éveillé » de l’humanité et apprendre la sagesse des tulkus, les lamas tibétains (moines) réincarnés. Plus tard, Gurdjieff se serait faufilé à l’intérieur de la Mecque et de Médine, les centres de l’Islam, sans réussir à y trouver la vérité intérieure. Puis il se serait rendu à Boukhara où vivrait le groupe de soufis Bahaudin Naqshbandi.
Ces soufis Naqshbandi (également appelés les Khwajagan ou « Maîtres de Sagesse ») prétendraient être la « Fraternité du Monde », composée de toutes les nationalités et religions, enseignant que « tous étaient unis par le Dieu de la Vérité ». Les Naqshbandis posséderaient une légende sur un cercle intérieur d’humanité composé d'un réseau de personnes très évoluées ayant des connaissances particulières. Ces dernières auraient veillé sur la race humaine et dirigé le cours de son histoire.
Les Naqshbandis croyaient aussi en une hiérarchie spirituelle perpétuelle dirigée par le Kutb i Zaman ou « Pôle du Temps », un esprit personnel recevant les révélations directes du dessein divin. Cet esprit transmet soi-disant ces révélations à l’homme par l’intermédiaire d’autres esprits appelés Abdal ou « les Transformés ». Pour Gurdjieff et ses disciples, ces esprits, « essences démiurgiques » d’un niveau supérieur à l’homme, sont responsables du maintien et de l’évolution de l’harmonie planétaire, bien que leur action ne soit pas forcément propice à la libération des individus. En dépit de leur hostilité potentielle, Gurdjieff et ses partisans maintenaient le contact avec ces esprits.

### Vie en Russie
L'existence de Gurdjieff jusqu’à sa quarantième année relève du mythe invérifiable. On sait seulement de manière certaine qu’il s’installe en 1912 à Moscou (au 9, boulevard de la Nativité) comme marchand de tapis orientaux et qu’il commence à grouper autour de lui des disciples recrutés dans les milieux occultistes, notamment théosophes. Ces disciples se structurent en Institut pour le développement harmonique de l’homme. Toutefois, Moscou devient vite un lieu qui ne convient pas à un millionnaire ; aussi retourne-t-il en Arménie en 1915. L’arrivée des bolcheviks en Arménie signifie l’exil pour un capitaliste peu fréquentable tel que Gurdjieff, qui déménage successivement à Constantinople, Berlin, Dresde, et enfin, en 1922, à Avon (France) où il ouvre à nouveau son Institut, puis Paris, au 6, rue des Colonels-Renard,,.

### Vie en France

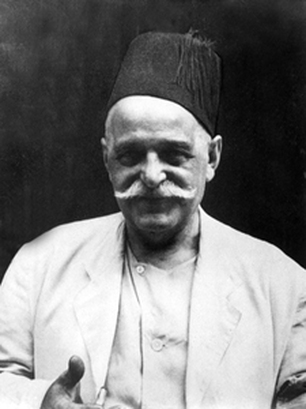
Georges Gurdjieff

À Paris, et dans la succursale de New York de l’Institut, qui ouvre en 1924, il enseigne un « christianisme ésotérique » avec un programme pour aider les élèves à atteindre les plus hauts niveaux de conscience. Sa doctrine d’inspiration soufie/gnostique englobe la croyance que chacun dispose de trois centres personnels : le mental, situé dans la tête (le chemin), l’émotionnel situé dans le cœur (oth), et le physique situé dans le ventre (kath). Une première cause pour les gens d'être spirituellement « endormis » ou « mécaniques » serait le déséquilibre de ces trois centres au sein de chaque personne. Ses danses soufies et ses autres exercices sont conçus pour rétablir l’équilibre de ces trois centres et amener la personne au plus près d’un état spirituel alerte.

### Décès
Il meurt à 82 ans à l'hôpital américain de Neuilly-sur-Seine. Il est enterré au cimetière d'Avon, en Seine-et-Marne.

## Postérité
Beaucoup de groupes Gurdjieff se forment après sa mort, tels les centres Gurdjieff-Ouspensky, le « Fellowship of Friends » de Robert Burton, le Théâtre de Toutes les Possibilités, et l’Institut pour le développement harmonique de l'homme. On peut citer aussi la formation Arica (du nom d’une ville située dans le nord du Chili), un programme de « potentiel humain » fondé par Oscar Ichazo impliqué surtout dans la propagation de l’ennéagramme.
Son œuvre est également diffusée par des disciples tels qu'Henri Tracol, Véra Daumal, femme de René Daumal, ou Jeanne de Salzmann, l’épouse du peintre Alexandre de Salzmann. Sa pensée influencera grandement  l'écrivain René Barjavel.

## Œuvre

### Théorie
Le noyau de la doctrine de Gurdjieff traite de l’intégration de toutes les forces vitales pour les mettre en harmonie les unes avec les autres ainsi qu’avec l’ordre cosmique, de sorte que chaque individu apprenne à « Être ». La vraie connaissance, selon lui, est une fonction de l’être. Ce que connaît un homme est en lien direct avec ce qu’il est.
Gurdjieff fait une distinction entre l’être essentiel et la personnalité superficielle, et assigne à ses élèves des exercices divers ayant pour but d’affaiblir les conditionnements. Ces méthodes relevaient d’un travail psycho-physique et de la thérapie de groupe.
Il introduit la figure de l'ennéagramme.

### Le travail en groupe
Ouspensky le décrit ainsi : 

« Exercices rythmiques accompagnés de musique, danse de derviches, exercices mentaux, étude des diverses façons de respirer et ainsi de suite. Parmi les plus astreignants étaient les exercices d’imitation des phénomènes psychiques : lecture de pensée, clairvoyance, manifestations médiumniques, etc. Avant de commencer ces derniers, G. nous avait expliqué que l’étude de ces « trucs », comme il les appelait, était obligatoire dans toutes les écoles orientales, parce que, avant d’avoir étudié toutes les imitations, toutes les contrefaçons possibles, il était inutile de commencer l’étude des phénomènes de caractère supranormal. […] Cependant notre effort portait surtout sur la rythmique, et sur d’étranges danses destinées à nous préparer à faire par la suite des exercices de derviches. G. ne nous disait ni ses buts ni ses intentions, mais d’après ce qu’il avait dit auparavant, on pouvait penser que tout cela tendait à nous mener vers un meilleur contrôle du corps physique. »

Katherine Mansfield écrit, après avoir été acceptée dans le travail à la suite de son insistance répétée, alors qu'elle se trouve en phase terminale de tuberculose : 

« Il n’y a certainement pas d’endroit sur cette planète où l’on puisse recevoir l’enseignement que l’on reçoit ici. Mais la vie n’est pas facile. Nous avons de grandes difficultés, des moments douloureux. Théoriquement c’est merveilleux, mais en pratique cela implique des souffrances. »

Boris Mouravieff (ami d'Ouspensky, il eut des contacts avec Gurdjieff sans jamais faire partie de ses « instituts ») écrit: 

« Sur les gens qui tombaient dans son orbite, Gurdjieff exerçait son influence d'une manière très simple, voire brutale. Le contenu du message mis à part, ce fut ce qu'il appelait le « Travail ». Ce « travail », abstraction faite des « conversations » et des « exercices », consistait à persuader ses disciples qu'ils étaient littéralement zéro en chiffre. Il leur disait sans ambages — et en face —, à chacun d'entre eux — qu'ils n'étaient ni plus ni moins que de l'ordure . […] Et — il faut que le lecteur le sache — l'influence hypnotique, comme toute influence de la nature, est inversement proportionnelle au carré de la distance. Distance physique et psychique ou l'une ou l'autre. Or, les effets de cette influence de Gurdjieff sur son entourage immédiat étaient visibles. Il pouvait proposer à ses disciples n'importe quelle absurdité — voire n'importe quelle monstruosité , sûr d'avance qu'elle serait acceptée avec enthousiasme comme une révélation. Dans l'état psychologique ainsi créé, les gens ne raisonnaient plus. Tout était bon, parce qu'« ainsi parlait Zarathustra ». »

### Le «Rappel de soi»
Les méthodes de Gurdjieff visaient à promouvoir l’auto-observation et « le rappel de soi » afin que ses élèves sortent de leur profond sommeil et deviennent conscients de leur vrai moi. Alors seulement, ils cesseraient d’être des machines humaines. Ce concept de rappel de soi était selon lui la clé d'une vraie vie, d'une conscience réelle du vrai moi. Sans cette capacité de rappel de soi, de conscience totale et libre, un homme n'est qu'un ensemble de réactions automatiques programmées par son éducation, ses acquis et son illusion de choix, soit une véritable « machine » quelle que soit son envergure intellectuelle.

### LaQuatrième voie
La Quatrième voie est une méthode de développement de soi élaborée par Georges Gurdjieff lors de ses voyages dans l'Est (vers 1890 - 1912). Cette approche combine et harmonise ce qu'il considérait comme étant trois « voies » ou « écoles » traditionnelles établies : celles du corps, des émotions et de l'esprit, ou des fakirs, des moines et des yogis, respectivement. Les étudiants de cette méthode font référence à cette « Quatrième voie » sous le nom : « le Travail », « Travail sur soi » ou « le Système ». Les origines exactes des enseignements de Gurdjieff ne sont pas connues mais plusieurs sources sont proposées.

### Ouvrages
- La Lutte des magiciens, 1914, traduction de l'anglais, "Introduction" et "Postface" par Patrick Négrier, Eragny-sur-Oise, Myosotis 2023.
- L'Annonciateur du bien à venir (1933), éd. l'Originel, 2001, 98 p., traduction de l'anglais (The Herald of Coming Good), par Serge Troude.
- Trilogie All and Everything (Du tout et de tout) :

1. Récits de Belzébuth à son petit-fils (1950), éd. du Rocher, 1995, 1 177 p., traduction du russe par Jeanne de Salzmann avec l'aide de Henri Tracol ;
2. Rencontres avec des hommes remarquables (1960), éd. du Rocher, 2004, 374 p., traduction du russe. Cet ouvrage essentiellement « autobiographique » a été adapté au cinéma par Peter Brook (Rencontres avec des hommes remarquables) en 1978).
3. La vie n'est réelle que lorsque « Je suis » (1974), éd. Stock, traduction de l'anglais (Life is real only then, when "I am" ).

- Gurdjieff parle à ses élèves (1914, 1918, 1924), Éditions du Rocher, 2003, 358 p. Views from the Real World, 1973.
- Groupes de Paris, Tome 1 : 1943 , éd. Éoliennes, 2020, 380 p.
- Groupes de Paris, Tome 2 : 1944 , éd. Éoliennes, 2020, 328 p.

### Discographie
- G.I. Gurdjieff / Thomas de Hartmann : Œuvres pour piano (interprétées par Alain Kremski), éd. Naïve.
  - Voyage vers des lieux inaccessibles, vol. 1
  - Chercheurs de vérités, vol. 2
  - Récit de la Résurrection du Christ, vol. 3
  - Méditation, vol. 4
  - Musiques des Sayyids & des Derviches, vol. 5
  - Rituel d'un ordre Soufi, vol. 6
  - Derviches trembleurs, vol. 7
  - La Première Prière du derviche, vol. 8
  - Les Cercles, vol. 9
  - Hymne pour le jour de Noël, vol. 10
  - Retour de Voyage, vol. 11
  - Prière pour la miséricorde, vol. 12
  - Hidden Sources - Compositeur : Gurdjieff, De Hartmann, Interprète : Alessandra Celletti (Kha Records)
  - Sacred Honey - Compositeur : Gurdjieff, De Hartmann, Interprète : Alessandra Celletti (Bleriot)
  - Gurdjieff, le dernier des Pythagore, Catégorie : Écrivains compositeurs, Compositeur : Gurdjieff, De Hartmann, Interprète : Alain Kremski, durée 67 minutes, livret de présentation par Jacques Lacarrière, OXUS Musique :
    1. Hymne d'un grand Temple no 7
    2. Printemps américain (1924)
    3. Mélodie des Derviches Tourneurs
    4. Musique pour les mouvements no 15
    5. Musique pour les mouvements no 9
    6. Danse sacrée : le dernier des Pythagore
    7. Musique pour les mouvements no 22
    8. Danse sacrée : forming Twos
    9. 01.IV 1927
    10. Deuxième hymne essénien
    11. Musique pour les mouvements : exercice des Derviches no 20
    12. Hymne d'un grand Temple no 6.

  - La voix et la musique de Gurdjieff, 23 pièces pour piano et Variations pour orgue portatif (1949). Double album vinyle, sélection des musiques, mixage / equalizing : studio J.-P. Chambard.

## Réception critique par trois auteurs français
Jean-François Revel raconte dans Le Voleur dans la maison vide, Mémoires (Plon, 1997) qu'il fut disciple de Gurdjieff autour de 1947. Il le décrit comme « un imposteur et un escroc, dont l'aplomb esbroufeur n'aurait pas dû me cacher l'indigence intellectuelle ». Revel mentionne les rumeurs qui « prêtaient à Gurdjieff une part de responsabilité » dans la mort prématurée de Katherine Mansfield, « car le vieux charlatan prétendait détenir aussi des secrets médicaux, issus d'une mystérieuse tradition, censée être plus efficace que la plate et intellectuelle médecine occidentale. ». Certaines sources affirment que Gurdjieff est le parrain du fils de Revel, le moine bouddhiste Matthieu Ricard.
Louis Pauwels rapporte qu'il était surnommé « le nouveau Pythagore » et indique : 

« [Qu']après deux ans d'exercices qui m'ont à la fois éclairé et brûlé, je me suis retrouvé sur un lit d'hôpital : thrombose de la veine centrale de l'œil gauche et quarante-cinq kilos. […] Il me semble que le péché de Gurdjieff est de ne s'être pas retiré à temps. »

Il est question de Gurdjieff dans le roman Souvenirs dormants (ed. Gallimard 2017) de Patrick Modiano (Prix Nobel de littérature 2014)

## Pour approfondir

### Sources critiques
- Jean-François Revel, Mémoires, Le voleur dans la maison vide, Plon, 1997 Souvenirs critiques d'un adepte dans les années d'après-guerre (dans le livre cinquième : Influences néfastes).
- « Le Système Gurdjieff (1ère partie) : L'enseignement de Gurdjieff ou « La Quatrième Voie » », Bulles, bulletin de l'Union nationale des associations de défense des familles et de l'individu victimes de sectes (UNADFI), no 83,‎ 2004 (lire en ligne)
- « Le Système Gurdjieff (2e partie) : La « Quatrième Voie » matrice des sectes », Bulles, bulletin de l'Union nationale des associations de défense des familles et de l'individu victimes de sectes (UNADFI), no 84,‎ 2005 (lire en ligne)
- « Le Système Gurdjieff (3e partie) : Les groupes Gurdjieff aujourd'hui », Bulles, bulletin de l'Union nationale des associations de défense des familles et de l'individu victimes de sectes (UNADFI), no 89,‎ 2006 (lire en ligne)
- « Le Système Gurdjieff (4e partie) : Changer l'homme pour changer de société », Bulles, bulletin de l'Union nationale des associations de défense des familles et de l'individu victimes de sectes (UNADFI), no 92,‎ 2006 (lire en ligne)

### Musique
- G.I. Gurdjieff Sacred Hymns, Keith Jarrett, piano. Un album ECM enregistré en mars 1980 (réf. ECM 1174 829 122-2).
- Anja Lechner et Vassilis Tsabropoulos, Chants, Hymns and Dances (Ecm New Series / Universal). Inspiré des hymnes byzantins, le travail de dialoguiste de G. I. Gurdjieff (1877-1948) est bien celui d’un orfèvre. Le propos : un huis clos mélancolique entre un violoncelle et un piano.
- Music of Georges I. Gurdjieff, Gurdjieff Ensemble, à partir des transcriptions pour piano de Thomas de Hartmann, arrangements sur instruments folkloriques par Levon Eskenian. Un album ECM enregistré en décembre 2008, distribué en 2011 (réf. ECM 2236 277 1913).

### Cinéma
- 1973 : La Chute d'un corps, film de Michel Polac inspiré des activités de Gurdjieff, avec peut-être un effort de neutralité, contenant des répliques entièrement reprises de ses paroles et montrant les différents aspects controversés du personnage (interprété par Fernando Rey).
- 1973 : La Montagne sacrée, film d'Alejandro Jodorowsky, inspiré par Le Mont Analogue, roman symbolique de René Daumal.
- 1979 : Rencontres avec des hommes remarquables, film de Jeanne de Salzmann et Peter Brook, d'après le livre de Gurdjieff Rencontres avec des hommes remarquables.

### Télévision
- 1960 : En français dans le texte, débat animé par Louis Pauwels consacré à Gurdjieff et à ses enseignements, avec Yvette Étiévant, Arnaud Desjardins, René Barjavel, Pierre Schaeffer[21].

### Radio
- 1954 : L'homme qui ne dort pas ou l'extraordinaire monsieur Gurdjieff, émission de la radiodiffusion française du 15 février 1954 (1 h 14 min), présentée par Louis Pauwels[22].

### Art contemporain
- Le peintre Claude Lagoutte (1935-1990) a rendu hommage à Georges Gurdjieff avec une œuvre intitulée Exercice d'écriture: première lecture de Gurdjieff conservée au musée Cantini de Marseille.
- Le groupe de métal suédois Therion a composé une chanson sur l'album Sirius B nommée Voyage of Gurdjieff.
- Georges Gurdjieff est l'un des personnages principaux de la pièce australienne The Rivers of China (Les Fleuves de Chine) d'Alma De Groen centrée sur la nouvelliste Katherine Mansfield ; 1987, Sydney: Currency Press  (ISBN 978-0-86819-171-3).
- Le roman (réaliste magique géorgien) L'Ange gonflable (2011) de Zaza Burchuladze.